# Ana Torres-Álvarez
Ana Torres-Álvarez (18 de noviembre de 1976, Granada, Andalucía) es una directora, guionista y escritora española de cine.

## Biografía
Nacida en Granada, aunque residente en Torrox, Málaga. Sus padres le inculcaron el amor por el cine desde muy temprana edad. Estudió la carrera de Historia aunque más tarde la dejó a medias para pasar a estudiar diversos cursos de cine en la Universidad de Granada y la Universidad Pompeu Fabra de Barcelona además de un curso para producción de Radio y Televisión de la Escuela de Radio y Televisión de Granada haciendo prácticas profesionales en Radio Dúrcal, Canal 21 TV y Cope Granada, donde colaboró dos años en la realización del anuario de la emisora y, finalmente, marcharse a Inglaterra a proseguir sus estudios en la Universidad de Westminster y la London Film School.
Aparte de los proyectos realizados durante los cursos, en España primero dirigió dos cortos, uno de ellos, Granada: Agua Sin Pausa, a pesar de los pocos medios, fue seleccionado para su exhibición en el primer festival José Val del Omar. En Inglaterra, ha realizado, entre otros, dos cortos, el musical de corte clásico y con música de Cole Porter, Inspiración Divina, estrenado en Nueva York y la comedia A Matter of Hair. Ambos han sido exhibidos en festivales en Estados Unidos, Canadá, India y el Reino Unido, incluyendo el West End londinense dentro del Festival Latinoamericano de Londres. A Matter of Hair también ha sido distribuido en DVD a través de Underground Films y emitido por televisión en Reino Unido y Estados Unidos con muy buenas críticas en diversos medios.
Cuando regresó a España, dirigió el cortometraje Tengo Algo Que Decirte que ha ganado varios premios en España, Estados Unidos, Italia y Australia, teniendo un importante eco en los medios de comunicación y, de momento, ha estado ya en más de 120 festivales en España, Armenia, Argentina, Eslovenia, Ecuador, Colombia, Chile, Venezuela, Perú, Canadá, Francia, Estados Unidos, Italia, México, Grecia, Reino Unido, Hungría, Panamá, Alemania, Indonesia, Suiza, Bélgica, India, Australia, Rusia y Rumanía.
En 2010 sale a la luz un nuevo corto Brian & Lucifer... y Kev que costó solo algo más de 100 euros, es una historia escrita por Steven Griffiths donde se mezcla animación y acción real. Se proyectó por primera vez en el Fargo Fantastic Film Festival, en Fargo (estado de Dakota del Norte), para continuar por España, Reino Unido, Chile, Perú, Colombia, Argentina, Brasil, Italia, Canadá, Francia, Alemania, Turquía, Francia y Austria, siendo Finalista en la 1.ª Muestra de cine de Fuengirola y ganador del REMI Award en el 44th Annual WorldFest - Houston International Film Festival en Houston, Texas, Estados Unidos.
Se da el caso que Ana Torres-Álvarez ha ganado tres veces de manera consecutiva el REMI AWARD del Annual WorldFest - Houston International Film Festival en 2010, 2011 y 2012.
Realiza sus cortos sin haber recibido nunca una subvención. Un ejemplo, el corto ¡Quiero ir a la playa! de 2011 fue rodado con un móvil y protagonizado por su perro Ramsés. El corto logró ser finalista en la VI Edición del Festival de Cortometrajes "Baños del Carmen" de Málaga y ganó el Silver REMI Award en el 45th Annual WorldFest - Houston International Film Festival.
También se ha dedicado al documental donde destaca Swish que relata las dificultades del deporte de la canasta para abrirse paso en el Reino Unido. Este documental ha sido seleccionado en distintos festivales. En el Atlant IX International F.I.C.T.S. Sportsfilm Festival en Lipetsk, Rusia ha sido premiado con el Diploma por "la brillante presentación de la importancia de los Juegos Olímpicos para el desarrollo del deporte" ("the bright presentation of the importance of the Olympic Games for the development of sport").
Su corto Jack-in-the-Box, una comedia negra muda y rodada en 16mm también ha sido seleccionado en varios festivales y ha ganado en 2014 el Bronze REMI Award de Comedia Negra en el 47th Annual WorldFest - Houston International Film Festival.
Tras más de 200 selecciones oficial en festivales de todo el mundo decide dejar la dirección para concentrarse en la escritura de guiones de largometraje. Su próximo objetivo sería que se produjera alguno de ellos. De hecho, un guion de largometraje suyo fue finalista del concurso de guiones de terror "Tu Talento" de Cine365 con la colaboración de Antena 3, Vértice Audiovisuales y Orange, demostrando así su habilidad a la hora de acometer otros géneros cinematográficos aparte de la comedia que era donde se había enfocado hasta entonces. Un guion de largometraje de una comedia se presentó en el Foro de Proyectos de la XIII Edición del Festival de Málaga de Cine Español, tras una larga y controvertida historia donde los protagonistas en principio iban a ser Miki Nadal y Berta Collado que, a un mes del comienzo del rodaje y ya con distribuidoras interesadas en el film, decidieron abandonar para así poder apoyar un guion escrito por un amigo de la pareja televisiva que, a su vez, fue rechazado por su baja calidad por el que iba, en principio, a ser productor del largometraje de Ana Torres-Álvarez.[cita requerida] Esto hizo que el proyecto quedara en suspenso indefinidamente.
Escribe los guiones indistintamente en inglés y en español.
Es hija del futbolista José Torres Espejo.
En marzo de 2015 la Filmoteca de Andalucía la eligió como una de las cineastas para representar a las directoras andaluzas con motivo de la celebración del Día de la Mujer.
En marzo de 2016 la versión en inglés de su guion "3 Horas" sale publicado en libro y E-book en los Estados Unidos.
En 2017 se estrena su guion "El Trabajo", un thriller dirigido por los alumnos de la IV promoción del Master de Cinematografía de la escuela de cine School Training de Málaga y que ha sido seleccionado, entre otros, en el Festival de Málaga Cine en Español.
En 2018 se estrena su guion "Sólo una noche", un corto de terror que es seleccionado para la 22 edición del Festival de Málaga Cine en Español.
En 2022 es incluida en el II Cuadro de Honor de NACE, la Agencia Española del Cortometraje.

## Filmografía
- Solo una noche solo como guionista (cortometraje, 2018)
- El Trabajo solo como guionista (cortometraje, 2017)
- Jack-in-the-Box (cortometraje, 2013)
- Swish (documental, 2012)
- ¡Quiero Ir a la Playa! (cortometraje, 2011)
- Brian & Lucifer... y Kev (cortometraje, 2010)
- Tengo Algo Que Decirte (cortometraje, 2009)
- Live Salon with Faisal Abdu'Allah (documental, 2006)
- A Matter of Hair (cortometraje, 2004)
- Inspiración Divina (cortometraje, 2002)
- Don't Jump the Queue (cortometraje, 2001)
- Jump (cortometraje, 2000) (como ayudante de producción) Director, Simon Fellows
- Twisting La Nouvelle Vague (cortometraje, 2000)
- Granada: Agua Sin Pausa (videocreación, 1998)
- Money (cortometraje, 1996)

## Premios
- Award of Merit en el 2012 Best Shorts Competition. La Jolla, California (Estados Unidos).
- Gold REMI Award. Original Comedy en el 43rd Annual WorldFest-Houston International Film & Video Festival. Houston, Texas (Estados Unidos).
- Premio RTVA a la Creación Audiovisual Andaluza en la III Edición del Festival "Higuera en Corto". Higuera de la Sierra (España).
- Primer Premio al Mejor Corto en el Certamen de Cortos "Paco Rabal" CORTEMA. Campillos (España).
- Mención especial del Jurado en el Festival Internacional de Cortometrajes Pilas en Corto. Pilas (España).
- Bronze REMI Award. Original Dramatic en el 44th Annual WorldFest-Houston International Film Festival. Houston, Texas (Estados Unidos).
- Bronze REMI Award. Black Comedy en el 47th Annual WorldFest-Houston International Film Festival. Houston, Texas (Estados Unidos).
- Diploma obtenido por "la brillante presentación de la importancia de los Juegos Olímpicos para el desarrollo del deporte" ("the bright presentation of the importance of the Olympic Games for the development of sport") en el ATLANT IX International F.I.C.T.S. Sportsfilm Festival. Lipetsk (Rusia).
- Silver REMI Award. Short Documentary en el 45th Annual WorldFest-Houston International Film Festival. Houston, Texas (Estados Unidos).
- Finalista del 3.er Cort-O-Rama. Concurso de Cortometrajes. Málaga (España).
- Finalista en el 2010 Romance In A Can Film Festival. Miami (Estados Unidos).
- Finalista en la 3a Edizione Festival Internazionale del Cortometraggio State aKorti. Viagrande (Italia).
- Finalista en el 9th Angry Film Festival. Melbourne (Australia).
- Finalista en la 1.ª Muestra de Cine de Fuengirola. Fuengirola (España).
- Finalista en la VI Edición del Festival de Cortometrajes "Baños del Carmen". Málaga (España).
- Finalista en el concurso de guiones "Tu Talento: Cine365Film". (España).
- Mención Especial del Jurado en el I Filmmaker International Film Festival. Marbella (España).